# Episodi di Dion (seconda stagione)
La seconda stagione ed ultima della serie televisiva Dion (Raising Dion) è stata interamente pubblicata sulla piattaforma on demand Netflix il 1º febbraio 2022.
| nº | Titolo originale                    | Titolo italiano                       | Pubblicazione    |
| -- | ----------------------------------- | ------------------------------------- | ---------------- |
| 1  | ISSUE #201: A Hero Returns          | Numero 201: Il ritorno dell'eroe      | 1º febbraio 2022 |
| 2  | ISSUE #202: Sankofa                 | Numero 202: Sankofa                   | 1º febbraio 2022 |
| 3  | ISSUE #203: Monster Problem         | Numero 203: Un problema con un mostro | 1º febbraio 2022 |
| 4  | ISSUE #204: With Friends Like These | Numero 204: Con amici così            | 1º febbraio 2022 |
| 5  | ISSUE #205: You vs. Me              | Numero 205: Lo scontro                | 1º febbraio 2022 |
| 6  | ISSUE #206: 36 Good Hours           | Numero 206: 36 ore felici             | 1º febbraio 2022 |
| 7  | ISSUE #207: World Without Mom       | Numero 207: Un mondo senza la mamma   | 1º febbraio 2022 |
| 8  | ISSUE #208: Who You Are             | Numero 208: Chi sei veramente         | 1º febbraio 2022 |